# Ernst Heinrich Georg Ule
Ernst Heinrich Georg Ule (né le 12 mars 1854 à Halle an der Saale, mort le 15 juillet 1915 à Berlin) est un botaniste et explorateur prussien. Son fils, Otto Eduard Vincenz Ule (1820-1876), fut un écrivain scientifique et son frère, Willi Ule (de) (1861–1940), un géographe.

## Biographie
Après une formation initiale de jardinier, il émigra en 1883 au Brésil, où il a travaillé comme tuteur privé et collecteur botanique. 
Par la suite il a exercé les fonctions de naturalista viajante (naturaliste itinérant) au Musée national de Rio de Janeiro, où il fut nommé sous-directeur en 1895, puis directeur du département de botanique.
En 1900-1903, il entreprit une expédition scientifique dans la région Amazonas au Brésil, en menant également des études botaniques dans les pays voisins. À son retour en Allemagne, il travailla comme assistant scientifique au jardin botanique et musée de Berlin-Dahlem (1913-1914).
Plusieurs genres botaniques ont été nommés en hommage à Ernst Heinrich Georg Ule, notamment :
- Uleanthus, famille des Fabaceae, nommé par Hermann Harms (1870–1942).
- Ulearum (en), famille des Araceae, nommé par Adolf Engler (1844–1930).
- Uleiorchis (en), famille des Orchidaceae, nommé par Frederico Carlos Hoehne (de) (1882–1959).
- Uleodendron (en), famille des Moraceae, nommé par Stephan Rauschert (1931–1986).
- Uleophytum (en), famille des Asteraceae, nommé par Georg Hieronymus (1846–1921)[2].

## Œuvres
- Kautschukgewinnung und Kautschukhandel am Amazonenstrome, 1906 - Production et commerce du caoutchouc dans le  bassin de l'Amazone.
- Das Innere von Nordost-Brasilien, 1908 - l'hinterland du Nord-est du Brésil.
- Krautshukgewinnung und Kautschukhandel in Bahia, 1908 - Production et commerce du caoutchouc à Bahia.
- Biologische Beobachtungen im Amazonasgebiet, 1915 - Observations biologiques en Amazonie[3]